# Susana Alva
Susana Alva (Berga, Barcelona, 4 de octubre de 1974) es la vocalista y guitarrista de la banda Efecto Mariposa. A principio de su carrera se la conoció como Efecto Mariposa, nombre que actualmente posee la banda que llegó a formar.

## Biografía
Tras en nacer en Berga, con tan solo ocho meses, su familia decidió radicarse en Málaga. Allí realizó sus estudios y fue socorrista profesional en las playas.
En 1997 viajó a Madrid con su banda (Efecto Mariposa) con el objetivo de dar a conocer sus canciones, grabar un disco, actuar en directo, vivir por y para la música. Actualmente, está al frente de Efecto Mariposa como la voz principal y la guitarra acústica.

Yo nací en Barcelona, pero con ocho meses ya me vine para Málaga, así que, con este acentazo, no me puedo sentir de otro sitio. En Málaga está toda mi familia, o casi toda, tiene este mar tan bonito y tan estupendo. Vivimos entre Mijas Costa y Fuengirola y la verdad que se vive muy tranquilo. Ya estuvimos cinco años en Madrid y decidimos venirnos otra vez para acá porque no se lo que tiene esto, que se está muy bien 

En el 2007, 2008, y 2009 se destacó en novelas con el nombre de Efecto Mariposa, a través de la cual recibió premios y menciones especiales.
Actriz:
- "Acompáñenos" (1 episodio, 2007)

Destacaciones:
- Premios Principales 2009[3]
- "Land Róber" Ella Misma (1 episodio, 2009)[4]
- Especial Nochevieja 2007: ¡Feliz 2008! (2007) (TV) (como Efecto Mariposa)Ella Misma - Ejecutante[5]
- Carácter latino 2006 (2006) (V) (como Efecto Mariposa)Ella Misma[6]

Musicalización:
- "A polos 25"[7]

### Susana y Efecto Mariposa
Su historia comenzó a fines de los 90, en Málaga. Susana Alva,conoció a Frasco G. Ridgway, bajista, por parte de un amigo en común. Ambos tenían sus bandas separadas y al conocerse decidieron que tenían que tener un proyecto juntos, no solo por las afinidades musicales, sino por reconocer el talento del otro; a este dúo se les sumó primero Raúl Osuna en los teclados. Susana Alva, Frasco G. Ridgway y Raúl Osuna, recogieron los bártulos de su Málaga natal y se instalaron en Madrid, allí conocieron a Alfredo Baón, con quien completaron la formación de la banda.
Desde el 1998 hasta el 2001 se dedicaron solo a componer canciones para agregar a su repertorio prácticamente callejero. Luego de este tiempo, Universal Music les propuso un contrato para grabar su primer álbum de estudio al cual llamaron como a la banda (Efecto Mariposa).
Este disco salió a la venta en el 2001, y de él salieron sus primeros tres éxitos. “Sola”, “Inocencia” y “Cuerpo con Cuerpo” fueron sus primeros temas en sonar en las radios”.
En el 2003, las giras habían posibilitado que el grupo pudiera producir su siguiente álbum, por lo que entraron en estudios y finalmente sacaron a la venta “Metamorfosis”. Este larga duración ya tenía un estilo un poco más distinto del primero, puesto que le daba un lugar más primordial a la guitarra eléctrica y sonaba más a rock que al pop con el que habían comenzado, pero su identidad sigue intacta.
Al año siguiente, las ventas de “Metamorfosis” habían ido tan bien que la banda tuvo que reeditar el disco, al cual le agregaron cuatro canciones y llamaron “Metamorfosis II”. Luego de que Universal decidió dejarlos fuera de contrato, lo que los llevó a un pico de creatividad del cual nació “Complejidad”,este disco fue editado y grabado con la compañía Tool Music.
Luego de pasar toda la etapa de giras, la banda decidió componer algunos temas adicionales para grabar un nuevo disco. En Vivo en Vivo (2007) hacen en riguroso directo un repaso de todos sus singles, incluyendo también canciones inéditas como "Si tu Quisieras" o "Quién", y que cuenta con colaboraciones de lujo de artistas de la talla de Coti, Pereza, Belén Arjona y Javier Ojeda. El disco fue grabado en febrero del 2007, el mismo año en el que se selecciona su canción "No me crees", pero esta vez adaptada al inglés por ellos mismos, "Believe in me" como canción oficial de la 32nd America´s Cup".
En el 2009 Firman con Warner para tres álbumes, el primero de ellos 40:04, con Por Quererte como primer sencillo.
El 26 de agosto de 2014 publican "Comienzo",tras 5 años de silencio,en los que Susana y Frasco los han dedicado a ser padres.
El título del nuevo disco da pie a una nueva etapa, a un nuevo arranque para el grupo.
Como primer sencillo,eligen "Ahora",acompañado de videoclip,un tema con la esencia pura del grupo. Durante las primeras semanas de lanzamiento,recorren gran parte de las tiendas Fnac del país,para presentar el disco en "petit comité"alternándolo con la gira.
Cuenta Susana en una entrevista:

Nosotros cuando escribimos siempre hay cosillas que a cualquiera de los tres nos ha pasado, igual que a cualquier persona que escuche la canción

## Discografía
| Año  | Álbum           |
| ---- | --------------- |
| 2001 | Efecto Mariposa |
| 2003 | Metamorfosis    |
| 2004 | Metamorfosis II |
| 2005 | Complejidad     |
| 2007 | Vivo en vivo    |
| 2009 | 40:04           |
| 2014 | Comienzo        |
| 2018 | Vuela           |

### DVD
- 2005 - Complejidad[17]
- 2009 - 40:04 Edición Especial[18]